# 웨일스 공비 다이애나
웨일스 공비 다이애나(영어: Diana, Princess of Wales, 1961년 7월 1일~1997년 8월 31일)는 영국의 전 왕세자빈이자 현재 영국의 왕위 계승 순위 1위인 웨일스 공 윌리엄과 5위인 서식스 공작 해리의 어머니이다. 본명은 다이애나 프랜시스(Diana Frances)이며 결혼 전의 성씨는 스펜서(Spencer)이다.
스펜서 백작가의 제8대 백작인 존 스팬서와 프랜시스 로슈의 삼녀이다. 1981년 7월 29일 웨일스 공 찰스와 결혼하여 웨일스 공 윌리엄과 서식스 공작 해리를 낳았다. 그러나 부부간의 불화와 불륜 문제 등으로 1992년부터 별거에 들어갔고, 1996년 8월 28일 최종 이혼 절차를 밟았다. 뛰어난 미모와 패션 감각으로 언론의 많은 주목을 받던 인물이었으며 또한 그녀의 사생활은 파파라치와 황색언론의 집요한 관심의 대상이 되기도 하였다. 찰스 왕세자의 결혼 후 왕태자비 신분으로 지뢰 제거 운동, 결식아동 돕기 등 여러 자선활동을 펼쳤다.
1997년 8월 31일, 프랑스 파리에서 당시 동행했던 아랍의 재벌 알파예드의 차에 동승해 이동하던 중 교통사고를 당해 향년 36세의 나이로 사망하였다. 다이애나를 취재하려던 파파라치들의 차량을 피해 과속으로 달리다 벌어진 사고로, 다이애나는 충돌 당시 생존해있었으나 사진 찍기에 바빴던 파파라치들이 응급조치를 제대로 하지 않으면서 결국 사망하였다.
2002년 BBC가 선정한 가장 위대한 영국인 3위로 선정되었다. 다이애나는 영국인들로부터 '민중의 왕세자비(People's Princess)', '영국의 장미(England's Rose)'라는 칭호로 불리며 사후에도 많은 사랑과 존경을 받고 있다.

## 생애

### 가문
다이애나 스펜서는 1961년 7월 1일 잉글랜드 노퍽주 샌드링엄에서 태어났다. 그녀의 집안은 스튜어트 왕가의 후손이다. 어머니 쪽으로는 아일랜드, 스코틀랜드, 잉글랜드인 그리고 미국인 조상이 있으며 아버지 쪽으로는 영국의 왕 찰스 2세로 이어진다. 또한 스코틀랜드의 제임스 2세, 로버트 1세, 메리로 이어지기도 한다.
윈스턴 처칠 전 총리도 여계 쪽으로 인척에 해당되는데, 다이애나의 8대 조상인 찰스 스펜서(Charles Spencer, 1674~1722) 전 영국 총리를 통해 처칠과 연결되기도 한다. 그의 아들 찰스 2세 스펜서는 처칠 가문의, 다른 아들 조지는 다이애나의 선조가 된다.
찰스 스펜서의 아들 말버러 공작 찰스 스펜서 2세의 손자인 제5대 말버러 공작 조지 스펜서 처칠 은 윈스턴 처칠의 고조부였다. 한편 찰스 스펜서의 다른 아들인 조지 스펜서는 초대 스펜서 백작 존-조지 존(2대 스펜서 백작)-프레더릭(4대 백작)-찰스 로버트-앨버트 스펜서로 이어진다.

### 유년 시기
다이애나는 유서 깊은 귀족인 스펜서 가문의 8대 스펜서 백작인 존 스펜서와 프랜시스 스펜서 사이에서 태어났다. 영국 샌드링엄의 파크하우스에서 태어났으며 성 메리 매그덜린 교회에서 세례를 받았다.
다이애나가 어렸을 때 이혼한 어머니 프랜시스는 런던의 나이츠브리지의 아파트에서 다이애나와 함께 살았으며 거기서 학교를 다녔다. 그러다가 양육권 분쟁 이후 아버지와 함께 살게 되었으며 1975년 할아버지인 7대 앨버트 스펜서 백작의 사망 후 아버지가 8대 스펜서 백작을 세습하게 되자 '레이디 다이애나 스펜서'(Lady Diana Spencer)가 되었고 16세기에 지어진 올소프의 가문 저택으로 이사하여 살았다. 이후 아버지 존은 레인 스펜서와 재혼하였다. 다이애나는 초기 새어머니와 분쟁과 갈등을 일으켰으나 뒤에 우호적인 관계로 변하였다 한다.

### 교육
노퍽에 있는 킹스 린 실필드 학교에서 처음 교육을 받았으며 이후 리들워스 홀과 웨스트 히스 여자학교에서 공부했다. 1977년 16세 때 잠시 스위스의 인스티튜트 알핀 비데마넷트에 다녔었다. 여기서 미래의 남편인 찰스 왕세자와 처음 만났는데 당시에는 그녀의 언니인 레이디 사라와 사귀고 있었다. 수영과 다이빙에 재능을 보였으며 발레를 좋아했으나 큰 키 때문에 적극적으로 배우지는 않았다.
더이상 정식 교육과정의 공부를 하지 않기로 하고 런던으로 이사온 그녀는 1981년부터 3명의 다른 동거인들과 함께 콜레헤른 코트의 아파트에서 살기 시작했다. 이 기간 동안 르 꼬르동 블루의 요리사 수업을 이수했으며 켄징턴에 있는 마담 바카니의 무용학원에서 일하였다. 아르바이트로 청소부와 칵테일 웨이트리스로 잠시 일하기도 했다. 이후 잉글랜드의 한 유치원에서 시간제로 보조 보육사로 일하였다.

### 결혼

다이애나의 문장

영국 왕세자의 아내가 되기 위해서는 로마 가톨릭교도가 아닌 성공회 신자나 개신교 신자이어야 하며, 결혼한 적이 없는 처녀여야 했으며, 왕족이거나 귀족 가문 출신이어야 하는 조건이 있었는데 다이애나는 이러한 조건에 딱 들어맞는 신붓감이었다. 1981년 2월 24일 공식적으로 약혼이 발표되었으며 세인트 폴 대성당에서 1981년 7월 29일 전 세계인들이 지켜보는 가운데 세기의 결혼식이라는 칭호에 어울리게 성대한 결혼식을 올렸다. 이후 젊고 매력적인 새로운 웨일스 공비의 탄생은 마치 신데렐라를 보듯 대중적인 관심과 인기를 불러일으켰다. 특히 패션계에 많은 영향을 주었다.
1982년 6월 21일 웨일스 공 윌리엄을 출산했고, 2년 뒤인 1984년 서식스 공작 해리를 출산하였다. 엘리자베스 2세와 필립공은 두 아들을 고든스타운 학교에 보내라고 부탁했지만, 찰스 3세와 다이애나는 두 아들 모두 이튼 칼리지에 입학시켰다.
다이애나는 아들들에 대한 사랑이 극진했다. 자신이 어린 시절 부모로부터 많은 애정을 받지 못했기에, 다이애나는 직접 아들에게 모유를 먹였고 육아를 직접적으로 담당했다. 두 아들에 대한 사랑은 엄격한 왕실생활에서 그녀가 찾을 수 있는 희망이었으며, 어린 아들들에게 심리적인 상처가 될 것을 우려해 다이애나는 이들이 10대 중반이 되는 1996년까지 결혼 생활을 유지하였다.

### 불화와 이혼
1980년대 후반에 찰스와 다이애나의 사이는 많이 벌어지게 되었으며, 언론에서는 이에 대한 대중적 관심을 부추기고 많이 다루게 되었다. 찰스는 결혼 전에 사귀던 카밀라 파커볼스와 다시 만나게 되었고, 다이애나는 승마 교사와 교제를 하게 된다.(다이애나의 경호원 중에도 그의 연인이 있었다는 주장도 있다). 한편 각종 공식 행사에서 찰스가 다이애나를 배려하지 않았다는 주장도 제기되고 있다. 두 사람의 사이는 계속해서 벌어지며 결국 1992년 12월 9일부터 별거에 들어갔다.
다이애나는 1995년 11월 20일 BBC의 특별 편성 프로그램 《파노라마》에 출연, 언론인 마틴 바시르와 인터뷰를 가졌다. 이 인터뷰에서 그녀는 찰스와 카밀라 파커 볼스의 불륜 관계를 폭로하였으며 이들의 불륜이 1981년 결혼 당시부터 지속되어 왔음을 밝혔다. 또한 인터뷰에서 다이애나는 두 사람의 불륜 관계로 인한 스트레스로 폭식증, 거식증을 앓았으며 수차례 자해 및 자살 시도를 했었다고도 이야기했다. 이 인터뷰 직후 영국의 여론은 약 93%가 다이애나의 인터뷰를 지지하는 것으로 나타났다.
해당 인터뷰를 계기로 다이애나와 왕실의 관계는 급속도로 냉각됐으며, 결국 이듬 해인 1996년 8월 28일 최종 이혼하였다. 이혼 직후 1천 7백만 파운드의 위자료(한화 약 260억원)와 캔싱턴 궁 내 아파트에 살 수 있는 권리 등 여러 혜택을 받았다.
이들의 이혼 며칠 전 엘리자베스 2세가 제정한 법령에 의하여 왕가와 결혼한 사람의 이혼 후 호칭을 정하게 되었다. 이에 따라 더 이상 웨일스 공 찰스와 결혼 관계가 아닌, 즉 더 이상 결혼에 의한 왕족이 아닌 그녀에 대한 호칭에서 앞에 붙여지던 '전하(Her Royal Highness)'는 더 이상 쓰지 못하게 되고 단지 '웨일즈 공비' 칭호만 쓸 수 있게 되었다.
버킹엄 궁전은 다이애나가 왕자들의 어머니로서 왕실 가족의 일원임을 인정하였다. 이는 이후 그녀의 사망 시에도 다시 확인되었다.

### 이혼 이후
이혼 이후 켄징턴 궁전에 있는 아파트에서 거주하였다. 기타 사회봉사활동, 아프리카 빈민촌 구호활동, 적십자 활동 등에 많은 시간을 보냈는데 특히 전쟁과 무관한 민간인들에게 피해를 주고 있는 대인지뢰 제거운동에도 참여하여 앞장서 활동하였다.

### 사망
이후 다이애나는 이집트 출신의 백만장자 모하메드 알파예드의 아들 도디 알파예드를 만났다. 일부에서는 도디 알파예드가 그의 연인이었다고 하나 정확한 관계 여부는 알 수 없다. 이혼 이후에도 파파라치의 관심대상이 되어 왔으며 다이애나는 이를 피하거나 선글라스, 스카프 등으로 변장을 하기도 하였으나 완전히 따돌리지 못하여 파파라치들의 추적은 계속되었다.
1997년 8월 31일 다이애나는 알파예드와 함께 프랑스 파리의 리츠 호텔 식당에서 저녁식사를 하고 있었다. 둘은 저녁식사를 마치고 호텔 식당에서 제공한 자동차에 타자 그들의 연애에 관심을 보인 파파라치들이 오토바이를 타고 추격하기 시작했다. 그들은 파파라치들을 피하기 위해 과속으로 달렸으나 파파라치들의 추격은 집요하게 계속되었으며, 마침내 퐁드랄마 지하차도로 접어들자마자 교통사고를 당하고 말았다. 이후 수술을 받았으나, 수술 끝에 상태가 악화되어
숨을 거두었다. 향년 36세. 다이애나는 즉사하지 않았으며 빨리 치료하면 살 수 있었다. 당시 다이애나에 대한 응급조치를 소홀히 한 파파라치들은 선한 사마리아인 법을 위반한 혐의로 재판에 넘겨졌으나, 주범 3명만 1유로의 벌금형을 선고받아 이들의 판결에 대한 논란이 있었다. 하지만 세간의 비난에서까지 벗어날 순 없었고 이들 파파라치 중 1명은 결국 자살로 생을 마감했다.
이 사건을 두고 이후 다이애나가 도디 알파예드와 결혼 예정이라는 설, 다이애나가 알파예드 혹은 다른 남성의 아이를 임신중이었다는 설, 다이애나의 외국인 아이 출산을 바라지 않는 개인 혹은 단체에 의한 암살설 등 음모이론들이 쏟아져 나왔다. 특히 함께 사망한 도디 알파예드의 아버지 모하메드 알파예드 등이 이러한 주장을 하였다.
1997년 9월 6일 시신은 영국으로 운구되어 많은 영국 국민들과 세계인들이 지켜보는 가운데 장례식이 치러졌으며, 스펜서 가문의 영지에 있는 섬에 무덤이 세워졌고 그 곳에 기념관이 설립되었다.

### 사후
1997년 9월 6일 열린 장례식에는 수만명의 조문 인파가 몰려들었다. 다이애나가 생전 거주하던 캔싱턴 궁의 아파트에는 애도 및 왕실에 대한 항의의 표시로 엄청난 수의 꽃다발들이 대문 앞을 가득 채웠으며, 각국에서 애도 성명을 발표하였다. 왕실은 이미 이혼한 사이였던 다이애나의 죽음에 대해 소극적인 태도를 보였으나, 총리 토니 블레어의 설득으로 왕실 전체가 장례식에 참석하는 것으로 입장을 선회했다. 장례식에서는 엘튼 존이 자신의 히트곡 《Candle in the wind》을 개사하여 추모곡으로 불렀으며, 장례식 중 성가 《전능하신 주 하느님》이 합창되었다. 장례식에서 부른 《Candle in the wind》 는 장례식 직후 《Candle in the wind 1997》 으로 정식 발매되어 영국 차트 1위를 기록하는 등 추모 분위기를 이루었다.
다이애나비에 대한 영국인들의 존경과 사랑은 사후에도 여전하다. 2002년 BBC가 선정한 가장 위대한 영국인 순위에서 다이애나는 윈스턴 처칠, 이점바드 킹덤 브루넬에 뒤를 이어 3위를 차지하였다. 다이애나비의 무덤이 있는 섬과 그녀가 교통사고를 당했던 파리의 지하차도에는 기일마다 그녀를 기리는 이들의 헌화와 참배가 이어지고 있다. 다이애나 비의 모친인 프랜시스 로슈는 2004년 6월 3일 향년 68세로 별세하였다.
찰스와 카밀라는 8년 뒤인 2005년 4월에야 정식으로 결혼식을 올렸다. 여왕의 모후인 엘리자베스 보우스 라이언이 이혼한 여성을 극도로 싫어하는 성향이 있어 왕실은 찰스와 카밀라의 재혼을 반대했고, 다이애나의 사망 이후 카밀라에 대한 여론이 극도로 악화되어 이들이 재혼하는 데는 어려움이 따랐다. 1999년 리츠 칼튼 호텔에서 열린 생일파티에 함께 모습을 들어낸 소위 '리츠 작전' 이라 불리는 공식석상을 시작으로, 2003년에는 카밀라가 왕실의 관저인 클래런스 하우스에서 찰스와 동거를 시작하며 연인 사이인 것을 공식적으로 확인시켰다. 이들의 결혼식에는 윌리엄, 해리 두 왕자 등 측근들만 참석한 체 조용히 거행되었으며 엘리자베스 2세와 필립 공은 결혼식에 불참했다.

## 가족 관계
- 아버지: 제8대 스펜서 백작 존 스펜서
- 어머니: 프랜시스 섄드 키드
- 언니: 레이디 사라 매코쿼데일
- 언니: 펠로우 남작부인 제인 펠로우
- 오빠 : 존 스펜서(태어난 지 10시간 만에 사망)
- 남동생: 제9대 스펜서 백작 찰스 스펜서
- 새아버지: 피터 섄드 키드
- 새어머니: 스펜서 백작부인 레인 스펜서
- 장남: 웨일스 공 윌리엄
- 차남: 서식스 공작 해리

## 같이 보기
- 찰스 3세
- 웨일스 공 윌리엄
- 서식스 공작 해리
- 엘리자베스 2세